# Annika Wedderkopp

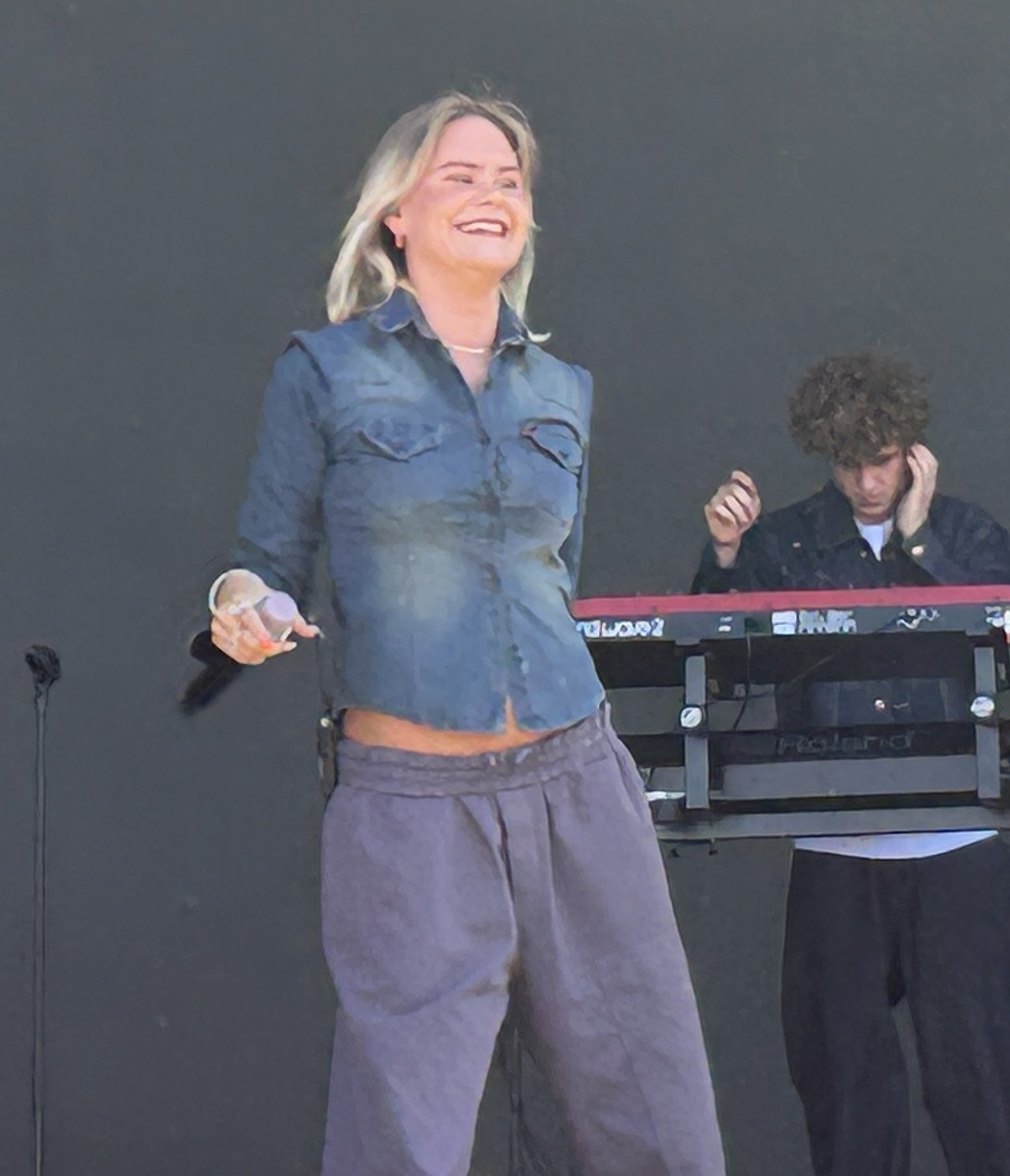
Annika, 2025

Annika Wedderkopp (* 14. Dezember 2004 in Gentofte, Sjælland) ist eine dänische Sängerin und Schauspielerin. Als Sängerin tritt sie unter dem Namen Annika auf.

## Leben
Wedderkopp stammt aus der Region Nordsjælland, dem nordöstlichen Teil von Seeland. Als Sechsjährige wurde sie gecastet, um an der Seite von Mads Mikkelsen im dänisch-schwedischen Film Die Jagd mitzuwirken. Der Film wurde 2012 veröffentlicht und war für mehrere internationale Filmpreise nominiert. Für ihre Rolle der Klara wurde sie bei den Phoenix Film Critics Society Awards 2013 in der Kategorie beste weibliche Nachwuchsdarstellerin in einer Haupt- oder Nebenrolle nominiert. Des Weiteren übernahm sie eine Rolle in QEDA, einem 2017 veröffentlichten Film. Neben der Schauspielerei begann sie im Alter von sieben Jahren erste Lieder zu schreiben. Im Jahr 2017 nahm sie im Alter von zwölf Jahren als Teil des Duos Maja & Annika mit dem Lied Ikke mere am MGP, dem Nachwuchswettbewerb des Dansk Melodi Grand Prix, teil.
Im Sommer 2023 begann sie während ihrer Schulzeit, auf TikTok unter dem Namen Youngmammmi Videos zu veröffentlichen. In den Videos sang sie eigene Lieder und Coverversionen anderer Lieder ein. Diese Videos führten dazu, dass ihr Plattenverträge angeboten wurden. Im März 2024 gab sie mit Knuser hjerter ihre Debütsingle heraus. Das Lied erreichte den fünften Platz der dänischen Singlecharts. Im Mai 2024 kam ihre Debüt-EP Nye tider heraus. Mit dem Lied Så længe jeg er sexy konnte sie sich im August 2024 erneut in den dänischen Singlecharts platzieren. In Norwegen erlangte sie mit der Single sogar einen Nummer-eins-Hit. Im Oktober 2024 gewann sie beim Musikpreis P3 Guld den Newcomer-Award (P3 Talentet). Im selben Monat erschien das Album Frihet i lenker des norwegischen Rappers Marstein, auf dem sie mit dem dänisch-norwegischen Lied Sammen einen Gastauftritt hat. Mit dem Lied erzielte sie ihren zweiten Nummer-eins-Hit in Norwegen und ihren ersten Nummer-eins-Hit in Dänemark. Im November 2024 konnte sie auch bei den Danish Music Awards die Newcomer-Kategorie für sich entscheiden.
Im Mai 2025 gab sie mit AW ihr Debütalbum heraus, das in ihrem Heimatland zu einem Nummer-eins-Hit avancierte. Auch das darauf enthaltene Lied Stolt wurde ein Nummer-eins-Hit.

## Auszeichnungen
- 2024: P3 Guld, Kategorie P3 Talentet[8]
- 2024: Danish Music Awards, Kategorie Årets nye danske navn[9]
- 2024: Spellemannprisen 2024, Nominierung in der Kategorie „Lied des Jahres“ (mit Marstein, für Sammen)[10]

## Filmografie
- 2012: Die Jagd
- 2017: QEDA

## Diskografie

### Alben
| Jahr | Titel | Höchstplatzierung, Gesamtwochen, AuszeichnungChartplatzierungen (Jahr, Titel, Platzierungen, Wochen, Auszeichnungen, Anmerkungen) | Höchstplatzierung, Gesamtwochen, AuszeichnungChartplatzierungen (Jahr, Titel, Platzierungen, Wochen, Auszeichnungen, Anmerkungen) | Anmerkungen                       |
| Jahr | Titel | DK | NO | Anmerkungen                       |
| ---- | ----- | --- | --- | --------------------------------- |
| 2025 | AW    | DK1 ×2Doppelplatin · (… Wo.)DK | NO84 (1 Wo.)NO | Erstveröffentlichung: 8. Mai 2025 |

### EPs
| Jahr | Titel     | Höchstplatzierung, Gesamtwochen, AuszeichnungChartplatzierungen (Jahr, Titel, Platzierungen, Wochen, Auszeichnungen, Anmerkungen) | Höchstplatzierung, Gesamtwochen, AuszeichnungChartplatzierungen (Jahr, Titel, Platzierungen, Wochen, Auszeichnungen, Anmerkungen) | Anmerkungen                        |
| Jahr | Titel     | DK | NO | Anmerkungen                        |
| ---- | --------- | --- | --- | ---------------------------------- |
| 2024 | Nye tider | DK9 Platin · (… Wo.)DK | — | Erstveröffentlichung: 10. Mai 2024 |

### Singles
| Jahr | Titel Album                        | Höchstplatzierung, Gesamtwochen, AuszeichnungChartplatzierungen (Jahr, Titel, Album, Platzierungen, Wochen, Auszeichnungen, Anmerkungen) | Höchstplatzierung, Gesamtwochen, AuszeichnungChartplatzierungen (Jahr, Titel, Album, Platzierungen, Wochen, Auszeichnungen, Anmerkungen) | Anmerkungen                                                        |
| Jahr | Titel Album                        | DK | NO | Anmerkungen                                                        |
| --- | ---------------------------------- | --- | --- | ------------------------------------------------------------------ |
| 2024 | Knuser hjerter Nye tider           | DK5 ×2Doppelplatin · (55 Wo.)DK | — | Erstveröffentlichung: 8. März 2024                                 |
| 2024 | Så længe jeg er sexy –             | DK3 Platin · (31 Wo.)DK | NO1 Gold · (15 Wo.)NO | Erstveröffentlichung: 2. August 2024                               |
| 2024 | Nye Tider                          | DK37 Gold · (1 Wo.)DK | — | Erstveröffentlichung: 6. Mai 2024                                  |
| 2024 | Hun Nye Tider                      | DK19 Platin · (8 Wo.)DK | — | Erstveröffentlichung: 10. Mai 2024                                 |
| 2024 | Sammen Frihet i lenker             | DK1 Platin · (25 Wo.)DK | NO1 ×2Doppelplatin · (… Wo.)NO | mit Marstein                                                       |
| 2024 | Luk mig ind AW                     | DK3 Platin · (… Wo.)DK | — | Erstveröffentlichung: 29. November 2024                            |
| 2025 | Blodigt Godaften                   | DK1 Platin · (… Wo.)DK | — | Erstveröffentlichung: 24. Januar 2025 Anton Westerlin feat. Annika |
| Folgende Lieder erschienen nicht als Single, wurden aber durch das Album zum Download und Streaming bereitgestellt und konnten somit eine Platzierung erlangen: |                                    | | |                                                                    |
| |                                    | | |                                                                    |
| 2025 | Stolt AW                           | DK1 Platin · (… Wo.)DK | — | feat. Lamin                                                        |
| 2025 | Bliv her lidt endnu AW             | DK2 Gold · (… Wo.)DK | — | feat. Josva                                                        |
| 2025 | Bar bund AW                        | DK3 Gold · (… Wo.)DK | — | feat. Gilli                                                        |
| 2025 | Du ik værd at græde for AW         | DK7 Gold · (… Wo.)DK | — | feat. Sira Jovina                                                  |
| 2025 | Lad mig lande AW                   | DK12 (3 Wo.)DK | — |                                                                    |
| 2025 | Der så meget jeg ikke fortæller AW | DK13 (2 Wo.)DK | — |                                                                    |
| 2025 | Brugt mine dage AW                 | DK17 (3 Wo.)DK | — |                                                                    |
| 2025 | Jeg er din AW                      | DK21 (2 Wo.)DK | — |                                                                    |
| 2025 | Start på ny AW                     | DK22 (2 Wo.)DK | — |                                                                    |
| 2025 | Drukner i os AW                    | DK27 (2 Wo.)DK | — |                                                                    |
| 2025 | Hva det var AW                     | DK28 (1 Wo.)DK | — |                                                                    |
| 2025 | Vis mig AW                         | DK37 (1 Wo.)DK | — |                                                                    |
| 2025 | Hørt det før Godaften              | DK3 Gold · (… Wo.)DK | — | Anton Westerlin feat. Pil, Annika, Mille & Medina                  |

Weitere Lieder
- 2024: Tilbage (DK: Gold)